# 조시 스튜어트
조시 스튜어트(Josh Stewart, 1977년 2월 6일 ~ )는 미국의 배우, 감독, 작가이다.

## 출연 작품

### 영화
- 바비 Z의 삶과 죽음 (2007)
- 지킬 (2007)
- 소녀괴담 : 17살 여고생의 악몽 (2008)
- 벤자민 버튼의 시간은 거꾸로 간다 (2008)
- 콜렉터 (2009)
  - 콜렉션 (2012)
- 모범시민 (2009)
- Beneath the Dark (2010)
- 다크 나이트 라이즈 (2012)
- Event 15 (2013)
- The Hunted (2013)
- 인터스텔라 (2014)
- 트랜센던스 (2014)
- No Names (2014) - 단편
- 파이니스트 아워 (2016)
- 콜드 문 (2016)
- 더 네이버 (2016)
- 워 머신 (2017)
- 인시디어스 4: 라스트 키 (2018)
- 맬리시우스 (2018)
- 나이트 언데드 (2018, Discarnate)
- 야생마와 죄수 (2019)
- 테넷 (2020) - 목소리 출연

### 텔레비전
- 도슨의 청춘일기 (2000)
- CSI: 과학수사대 (2003)
- 서드 워치 (2004-05)
- 더트 (2007-08, Dirt)
- 크리미널 마인드 (2007-20, 2022-23)
- ER (2008)
- CSI: 마이애미 (2009)
- 사우스랜드 (2009)
- 멘탈리스트 (2009)
- 고스트 위스퍼러 (2010)
- 판타스틱 패밀리 (2010-11)
- 그림 형제 (2012)
- 더블 타겟 (2017-18)
- 퍼니셔 (2019)
- 루키 (2021)